# Трутовик лисий
Трутовик лисий, трутовик рыжий или инонотус лисий (лат. Inonotus rheades) — вид базидиальных грибов (базидиомицетов) рода трутовик или инонотус (Inonotus) семейства гименохетовые (Hymenochaetaceae).

## Описание
Плодовые тела однолетние, в виде полукруглых шляпок, плоских или слегка выпуклых, 5—10 см в диаметре, 1—4 см шириной. Верхняя поверхность от светло-рыжей до ржаво-коричневой, нижняя — светлее. Гименофор трубчатый, охряный, буровато-коричневый, поры округлые, размером 1 х 1 мм, трубочки до 1,5 см длиной. Мякоть пробковидная, свежая — водянистая, высушенная — твердая, волокнистая. Споры от светло-желтого до ржавого цвета.

## Распространение
Встречается в северной умеренной зоне на сухостойных и мертвых осинах, редко на других видах.

## Съедобность
Несъедобен.

## Химический состав
В плодовых телах Inonotus rheades обнаружены стирилпироны гиспидин, гифоломин В.  В мицелии выявлены стирилпироны и бис(стирилпироны) 1,1-дистирилпирилэтан, гиспидин (цис- и транс-изомеры), биснорянгонин (цис- и транс-изомеры), феллинин А1, феллинин А2, гифоломин A, гифоломин В, 3-биснорянгонил-14′-гиспидин, 3,14′-бисгиспидинил и реадинин;  стеролы инотодиол, ланостерол и эргостерол пероксид;  тритерпены лупеол, бетулин, бетулиновая кислота, бетулон, бетулоновый альдегид, бетулоновая кислота и бетулиновый альдегид;  липиды (жирные кислоты).

## Применение
Экстракты и индивидуальные соединения из мицелия Inonotus rheades обладают антиоксидантной, антимикробной , цитотоксической и антиглюкозидазной активностью.